# Hermann Fobke
Hermann Franz Arthur Fobke (* 4. November 1899 in Greifswald; † 19. April 1943 in Kertsch) war ein paramilitärischer Aktivist und Politiker (NSDAP). Fobke bekleidete von 1925 bis 1928 das Amt des Stellvertretenden Gauleiters des NSDAP-Gaues Hannover-Süd.

## Leben und Tätigkeit

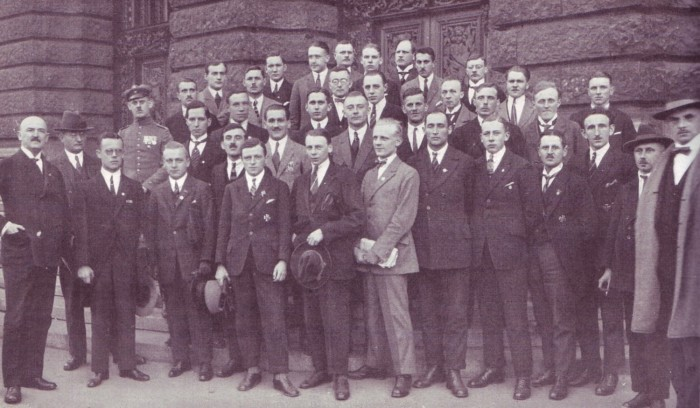
Fobke (erste Reihe, dritter von links) im Kreis der übrigen Angeklagten im „Kleinen Hitler Prozess“, Aufnahme vom April 1924.

Fobke war ein Sohn des Gustav Fobke und seiner Ehefrau Katharina, geb. Schmelz. Nach dem Besuch der Volksschule und eines humanistischen Gymnasiums in Stettin nahm Fobke von Juni 1917 bis November 1918 als Pionier am Ersten Weltkrieg teil. Nach Kriegsende studierte er Rechtswissenschaften an der Universität Göttingen. 1919 wurde er Mitglied des Deutschvölkischen Schutz- und Trutzbundes, bevor er 1923 erstmals in die NSDAP eintrat.
Nach der Aufstellung des Stoßtrupps Adolf Hitler, einer unter paramilitärischen Vorzeichen organisierten persönlichen Leibwache des NSDAP-Chefs, im Mai 1923 wurde Fobke Mitglied in dieser Einheit, mit der er am 8. und 9. November 1923 am Hitlerputsch teilnahm. Nach der Niederschlagung des Putsches wurde Fobke verhaftet, im April 1924 zusammen mit 40 Angehörigen des Stoßtrupps dem beim Münchener Volksgericht angeklagt und zu 15 Monaten Festungshaft mit der Aussicht auf vorzeitige Entlassung nach Verbüßung einiger Monate verurteilt. In der Festung Landsberg teilte er die Gefangenschaft mit Adolf Hitler, Rudolf Heß, Hermann Kriebel, Friedrich Weber und 21 weiteren Stoßtruppmännern. Während seiner Haftzeit arbeitete Fobke an einer juristischen Dissertation, die er jedoch niemals fertigstellte.
Im November 1924 wurde er aus der Haft entlassen und kehrte im Auftrag Hitlers nach Göttingen zurück, wo er mit seinem Kommilitonen und Freund Ludolf Haase den regionalen Aufbau der NS-Bewegung – und insbesondere die Vorbereitungen für die Gründung einer regionalen Sektion der NSDAP nach der absehbaren Neuaufstellung der damals noch verbotenen NSDAP – übernahm.
Nach der Aufhebung des Parteiverbots trat Fobke zum 9. März 1925 der NSDAP erneut bei (Mitgliedsnummer 2.775). Als rechte Hand seine Freundes Haase, inzwischen erster Gauleiter des NSDAP-Gaues Hannover-Süd, war er von 1925 bis 1928 Stellvertretender Gauleiter dieses Gaues. In dieser Funktion beteiligte sich Fobke am 10. September 1925 im westfälischen Hagen an der Gründung der sogenannten Arbeitsgemeinschaft der Nord- und Westdeutschen Gaue der NSDAP, eines Zusammenschlusses von Gauleitern der Gaue Rheinland-Nord und -Süd, Westfalen, Hannover, Hannover-Süd, Hessen-Nassau, Lüneburg-Stade und Schleswig-Holstein, zur gegenseitigen Abstimmung der organisatorischen und propagandistischen Arbeit. Zentral beteiligt an dieser Arbeitsgemeinschaft waren Robert Ley, Heinz Haake, Franz Pfeffer von Salomon, Karl Dincklage, Otto Telschow, Hinrich Lohse, Theodor Vahlen, Ludolf Haase und eben Fobke sowie Gregor Strasser als Vorsitzender und Joseph Goebbels als Geschäftsführer. Hintergründig sollte die Arbeitsgemeinschaft außerdem innerhalb der parteiinternen Macht- und Richtungskämpfe ein Gegengewicht zu der damals von Hermann Esser dominierten Parteileitung der NSDAP in München darstellen, deren Kurs (und insbesondere den Einfluss der Person Essers) die Mehrheit der nord- und westdeutschen Führungsfiguren der NSDAP äußerst kritisch gegenüberstanden.
Ab 1928 trat Fobke politisch immer mehr in den Hintergrund: Von 1928 bis 1932 war er Schulungsleiter des Kreises Groß-Stettin, danach von 1932 bis 1934 noch Vorsitzender des Schlichtungsausschusses der NSDAP für den Gau Pommern (Gaugericht Pommern), sowie Gauinspektor in Pommern. Daneben gehörte Fobke seit März 1925 und erneut seit 1933 der SA an, in der nacheinander zum Sturmführer (1. Juli 1933), zum Obersturmführer (9. November 1934) und zum Sturmbannführer (1935) befördert wurde.
Von Juni 1942 bis zu seinem Tod im April 1943 gehörte Fobke als Sonderführer einer Propagandaabteilung im Kaukasus an. Er starb, als er während eines alliierten Fliegerangriffs in Kertsch einen Herzinfarkt erlitt.

## Archivalien
- Institut für Zeitgeschichte: Fa 523/1: Gerichtsakten (Danneberg, Fiehler, Feichtmayr, Fischer, Fröschl, Fuchs, Geiselbrecht, Gerum, Hauenstein, Haug, Heiden, Hirschberg, Hoff, Hutter, Kallenbach, Knobloch, Krüger, Laforce, Leyendecker, Mahr, Maurer, Reichart, Rosenwink, Schneider, Schmied, Schön, Simmerding, Stollwerck, Steinbinder, Strauss, Wegelin, Wintersberger) 08. und 09. November 1923-28. April 1924: Volksgericht für den Landgerichts-Bezirk München I: Strafsache gegen Josef Berchtold, Emil Maurice, Julius Schaub, Hermann Fobke, Walther Hewel und Andere wegen Beihilfe zum Hochverrat (Teilnahme am Novemberputsch 1923); Urteil vom 28. April 1924 (24 Bl.)